# 사토미 유리아
사토미 유리아(일본어: 里美ゆりあ, 1984년 12월 17일 ~ )는 일본의 성인 비디오 여배우이며, 걸 그룹 에비스 마스캇츠의 멤버이다. 2008년 비(美)의 전속 여배우로 AV에 데뷔해, 그해 12월 25일 《NEW ARRIVAL》이라는 제목의 데뷔작을 냈다. 2010년 12월 MOODYZ로 이적했고, 2014년 8월 PREMIUM으로 이적해 현재에 이르고 있다.
2012년, DMM.com이 소비자를 대상으로 주관한 성인 비디오 30주년 기념으로 기획된 인기 투표에서 12위에 이름을 올렸다.